# Ploča Woodlark
Ploča Woodlark je mala tektonska ploča smještena u istočnoj polovici otoka Nove Gvineje. Ploča subducira ispod Karolinske ploče uz sjevernu granicu, a konvergira s pločom Maoke na zapadu i Australskom pločom na jugu. Na istoku ploče je nedefinirana kompresivna zona koja može predstavljati transformni rasjed koji čini granicu sa susjednom pločom Solomonskog mora.

## Poveznice
- Bazen Woodlark